# Grupo Desportivo Beira-Mar Monte Gordo
Le Grupo Desportivo Beira-Mar Algarve est un club portugais de football basé à Monte Gordo dans l'Algarve.

## Saison par saison
- 2003-2004 : III Divisão (Serie F)
- 2004-2005 : III Divisão (Serie F)
- 2005-2006 : III Divisão (Serie F)
- 2006-2007 : III Divisão (Serie F)